# Rezolucja Rady Bezpieczeństwa ONZ nr 223
Rezolucja Rady Bezpieczeństwa ONZ nr 223 została przyjęta jednomyślnie 21 czerwca 1966 r.
Po przeanalizowaniu wniosku Gujany o członkostwo w Organizacji Narodów Zjednoczonych, Rada zaleciła Zgromadzeniu Ogólnemu przyjęcie tego państwa do swojego grona.

## Źródło
- UNSCR - Resolution 223